# NGC 7116
NGC 7116 é uma galáxia espiral (Sbc) localizada na direcção da constelação de Cygnus. Possui uma declinação de +28° 56' 48" e uma ascensão recta de 21 horas, 42 minutos e 40,4 segundos.
A galáxia NGC 7116 foi descoberta em 9 de Setembro de 1863 por Albert Marth.